# Saint-Pierre-le-Vieux (Senna Marittima)
Saint-Pierre-le-Vieux è un comune francese di 224 abitanti situato nel dipartimento della Senna Marittima nella regione della Normandia.

## Società

### Evoluzione demografica
Abitanti censiti